# Иван Влъчков
Иван Влъчков е български автомобилен състезател от София. Най-младият шампион на серия в националния шампионат на затворен маршрут. Шесткратен шампион на България в серия „ТУРИНГ“ от националния шампионат на затворен маршрут. От 2017 г. се състезава и в европейските GT4 серии за тима на София Кар Моторспорт, управлявайки българския състезателен автомобил Sin R1.

## Биография
Роден е на 30 юни 1999 г. в София, в семейството на Стамен и Светлозара Влъчкови.

### Картинг
Първи стъпки в моторните спортове прави под ръководството на своя баща Стамен, който е и негов мениджър. На 10 годишна възраст (2009 г.), Иван прави дебют в националния картинг шампионат.

### Национален шампионат на затворен маршрут
През 2016 година, преминава от картинга към националния шампионат на затворен маршрут. В подготовката му за състезанията от този тип през 2015 участва и в нациолания time attack шампионат, където става шампион. Първото му състезание в пистовия шампионат на България е 23 април 2016 г. на Писта Дракон край Калояново. В първото си състезание е с първа стартова позиция и печели двата състезателни манша, с което още тогава привлича внимание върху себе си. В серия „ТУРИНГ“, Иван Управлява автомобил Honda Civic, закупен от друг популярен автомобилист от близкото минало – Цветан Илиев. В дебютния си сезон, успява да стане и шампион на страната в серия „ТУРИНГ“.
През 2017 г. участва във всичките четири старта на шампионата, като печели първи места във всички състезания – Писта Хасково, Русе, Стара Загора и Бургас.
През 2018 г. спечелва шампионската титла след Писта Дракон 2018, която се явява предпоследен кръг от националния шампионат на затворен маршрут. Печели първа стартова решетка и впоследствие побеждава във всички стартове от сезона до момента.

### Европейски GT4 серии
През 2017 г. е поканен от конструктора и мениджър на отбора София Кар Моторспорт, Росен Даскалов да участва като пилот в състезание от източноевропейските GT4 серии зад волана на Sin R1. Даскалов следи развитието на Иван Влъчков, още от изявите му в картинг шампионата и добре познава отличните му състезателни умения. Още в първото си състезание в GT4 на словашката писта Словакия Ринг, Влъчков печели първо място.